# اضطراب شرياني إقفاري حاد
الاضطراب الشرياني الإقفاري الحاد هو مرض وعائي يتضمن حدوث توقف مفاجئ في عملية إمداد الدم الشرياني إلى الأنسجة أو الأعضاء أو الأطراف، وإذا لم يتم علاجه فقد يؤدي إلى موت الأنسجة. قد ترجع الإصابة بهذا المرض إلى انسداد وعاء دموي أو خُثار ناجم عن تصلب عصيدي للشرايين أو الإصابة برضح. وقد تؤدي المشكلات الوريدية مثل انسداد التدفق الوريدي وحالات التدفق المنخفض إلى الإصابة بالإقفار الشرياني الحاد. كما يُعد أم الدم من الأسباب الأكثر شيوعًا وراء الإصابة بالإقفار الشرياني الحاد. هناك أسباب أخرى منها أمراض القلب وتشمل احتشاء عضل القلب وقلس التاجي والرجفان الأذيني المزمن واعتلالات عضلة القلب وتركيب عضو اصطناعي، وفي جميع هذه الحالات تبقى الخثرات عُرضة للتطور السلبي.
قد تتزحزح الخثرات وتنتقل إلى أي مكان في جهاز الدوران، حيث قد تؤدي إلى حدوث انصمام رئوي، وهو انسداد شرياني حاد يسبب الانخفاض المفاجئ في إمدادات الدم والأكسجين البعيدة عن الصِمة. وتعتمد شدة الأعراض ومدى حدتها على حجم الانسداد وموقعه وحدوث تفتيت للجلطات مع انسداد الأوعية الدموية الصغيرة ومدى حدة الإصابة بمرض الشريان المحيطي (باد).
ربما يؤدي تعرض الأطراف للإصابات الرضحية والصدمات إلى حدوث انسداد كلي أو جزئي للأوعية نتيجة التعرض لضغط أو قص أو تهتك. وقد يتطور الانسداد الشرياني الحاد نتيجة لحدوث تسلخ شرياني في الشريان السباتي أو الشريان الأبهر، أو كنتيجة للتعرض لإصابة شريانية علاجية المنشأ (على سبيل المثال بعد الخضوع لعملية قثطرة شريانية).

## الأعراض
تظهر جميع أعراض الإقفار الشرياني الحاد وعلاماته بشكل مفاجئ. وتشمل المظاهر السريرية لمرض الإقفار الشرياني الحاد «ستة أعراض»:
- ألم
- شحوب
- غياب النبض
- مذل
- شلل
- تغير الحرارة

لابد من التدخل العلاجي الفوري وإلا فقد يتطور الإقفار بسرعة ويتحول إلى نخر الأنسجة وغنغرينة في غضون ساعات قليلة. ويُعد الشلل علامة متأخرة جدًا من علامات الإقفار الشرياني الحاد ويشير إلى موت الأعصاب المُغذية للأطراف. وربما يصاب المريض بتدلي القدم نتيجة تلف الأعصاب. ونظرًا لحساسية الأعصاب المفرطة تجاه نقص الأكسجة، قد يستمر شلل الطرف أو الاعتلال العصبي الإقفاري بعد إعادة التوعي وقد يصبح دائمًا.

## العلاج
يُعد العلاج المبكر ضروريًا من أجل إبقاء الطرف المصاب حيًا. وتشمل خيارات العلاج حقن مضاد تخثر أو انحلال الخثرة (إذابة الخثرة) أو استئصال الصمة أو إعادة التوعي جراحيًا أو البتر. يفضل البدء بعلاج مضاد للتخثر لمنع تضخم الخثرة. ويُعد حقن الهيبارين غير المجزأ عبر الوريد بشكلٍ متواصل أحد خيارات العلاج التقليدية.
إذا استقرت حالة الطرف المصاب بالإقفار بعد حقن مضادات التخثر، فيمكن علاج انسدادات الأوعية الدموية المتكونة حديثًا عن طريق إذابة الخثرات الموجهة بالقثطار باستخدام تسريب مذيب لحل الخثرات داخل الشرايين (على سبيل المثال، منشط البلازمينوجين النسيجي المأشوب [tPA] أو إنزيم ستربتوكيناز أو إنزيم يوروكيناز). كما يُستخدم قثطار يتم إدخاله عن طريق الجلد إلى الشريان الفخذي ويشق طريقه حتى يصل إلى مكان الجلطة، وذلك لتسريب الدواء. وعلى النقيض من مضادات التخثر، تعمل مذيبات الخثرات على إذابة الجلطة مباشرةً خلال فترة تتراوح ما بين 24 إلى 48 ساعة.
قد تكون عملية البضع المباشر للشريان ضرورية للتخلص من الجلطة. وربما يتم اللجوء إلى إعادة التوعي جراحيًا في حالات التعرض لصدمات أو رضوح (على سبيل المثال، تهتك الشريان). ويتم إبقاء البتر كحل أخير للحالات التي لا يمكن فيها إنقاذ الطرف. في حالة استمرار خطر تعرض المريض لمزيد من حالات الانصمام نتيجة معاناته من بعض الحالات المستديمة مثل الرجفان الأُذيني المزمن، يجب أن يشتمل العلاج على مضادات تخثر فموية طويلة الأمد لمنع الإصابة بمزيد من نوبات الإقفار الشرياني الحاد.